# Venturi Fétish
Der Venturi Fétish ist ein Elektroauto-Modell des monegassischen Kleinserienherstellers Venturi Automobiles. Das Fahrzeug wurde 2004 auf der Ever Monaco vorgestellt und von 2007 bis 2015 produziert.

## Technik
Die Antriebsbatterie des Venturi Fétish besteht aus 7200 Lithium-Ionen-Akkumulator-Zellen, die mittels einer von Intel gelieferten Steuerung geregelt werden. Für den Batteriesatz wurde eine Garantie von zwei Jahren angegeben, es wird eine Lebensdauer von 2000 Ladezyklen oder 10 Jahren erwartet.
Das zweisitzige Fahrzeug besitzt ein Monocoque aus Kohlenstofffasern. Der Motor ist als Mittelmotor hinter den Sitzen montiert und hat eine Leistung von 180 kW/245 PS. Das Fahrzeug beschleunigt nach Herstellerangaben in unter 5 Sekunden von 0 auf 100 km/h und soll eine Reichweite von 250 km besitzen. Die Höchstgeschwindigkeit betrug zunächst 170 km/h, später 250 km/h.
Lieferant des Motors und der Leistungs- und Ladeelektronik ist AC Propulsion.

## Sonstiges
In Monaco ist am 1. April 2005 eine diesem Automodell gewidmete Briefmarke erschienen.